# Carlo Marochetti
Barão Carlo Marochetti, também conhecido como Charles Marochetti (Turim, 14 de janeiro de 1805 – Passy, 28 de dezembro de 1867) foi um escultor italiano residente na França. 

## Biografia
Criado em Paris como um cidadão francês, Carlo Marochetti teve como primeiros professores François Joseph Bosio e Antoine-Jean Gros.
Sua escultura Menina jogando com um cachorro ganhou uma medalha em 1829 e sua Fallen Angel foi exposta em 1831. Entre 1822 e 1830, estudou principalmente em Roma. Desde 1832 até 1848, viveu na França.
Em Paris, realizou um baixo-relevo que representa a batalha de Jemappes como parte das decorações do Arco de Triunfo, o altar da igreja da Madalena e a tumba de Vincenzo Bellini no Cemitério de Père-Lachaise.
Entre 1833 e 1837, ainda durante seu período em Paris, criou também a escultura equestre de Manuel Felisberto, Duque de Saboia, que está na Piazza San Carlo em Turim.
Seguiu ao rei Luís Filipe I, durante seu exílio no Reino Unido depois da queda da Monarquia de Julho de 1848. Durante esse exílio produziu sua famosa estátua equestre do rei Ricardo de Inglaterra "Coração de Leão" (1157-1199), brandando sua espada, eregida em 1860 em frente ao Palácio de Westminster em Londres.
Carlo Marochetti foi nomeado barão pelo rei da Sardenha, Carlos Alberto da Sardenha e foi nomeado Cavaleiro da Legião de Honra.

## Galeria

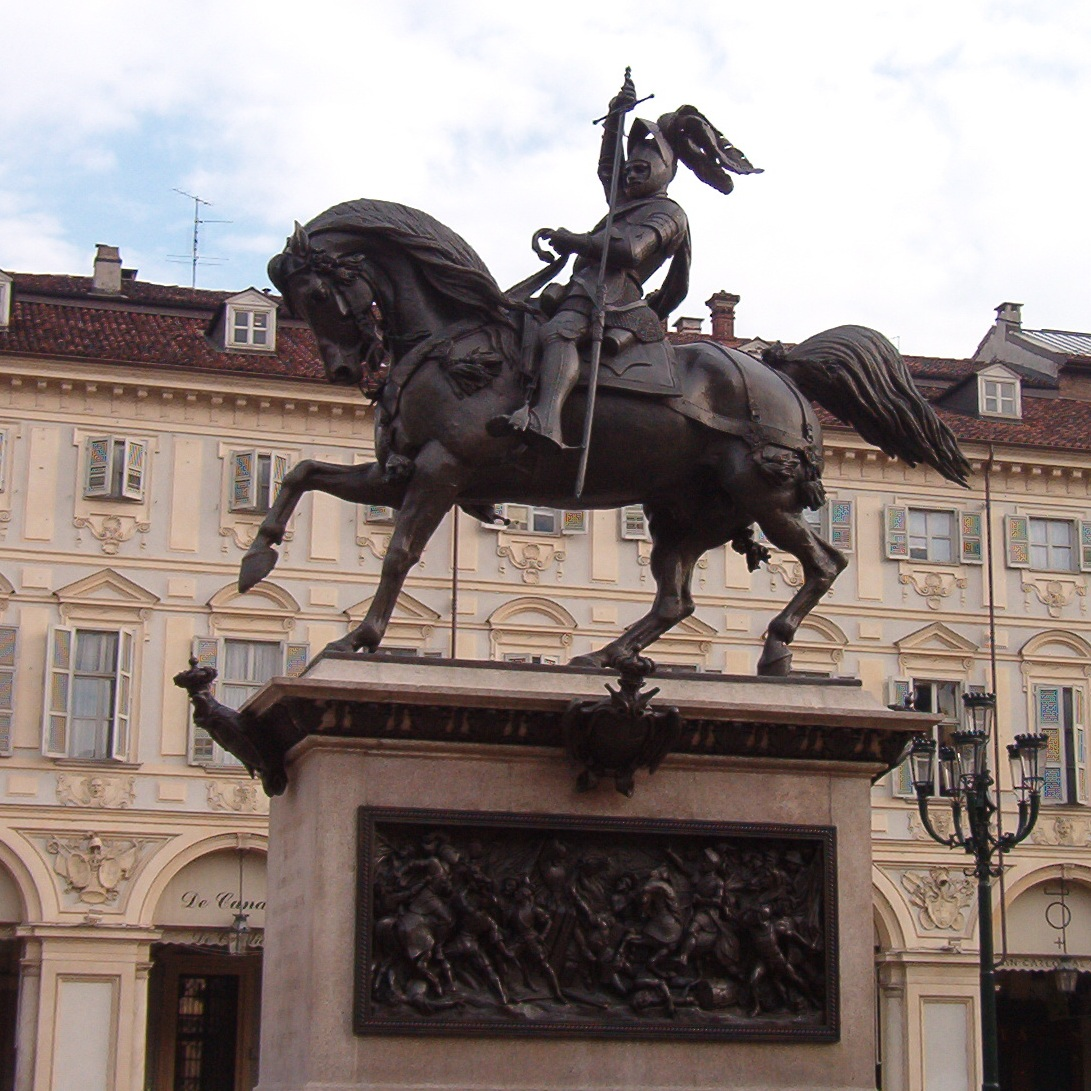
Escultura equestre, de Manuel Felisberto, Duque de Saboia na Piazza San Carlo em Turim.
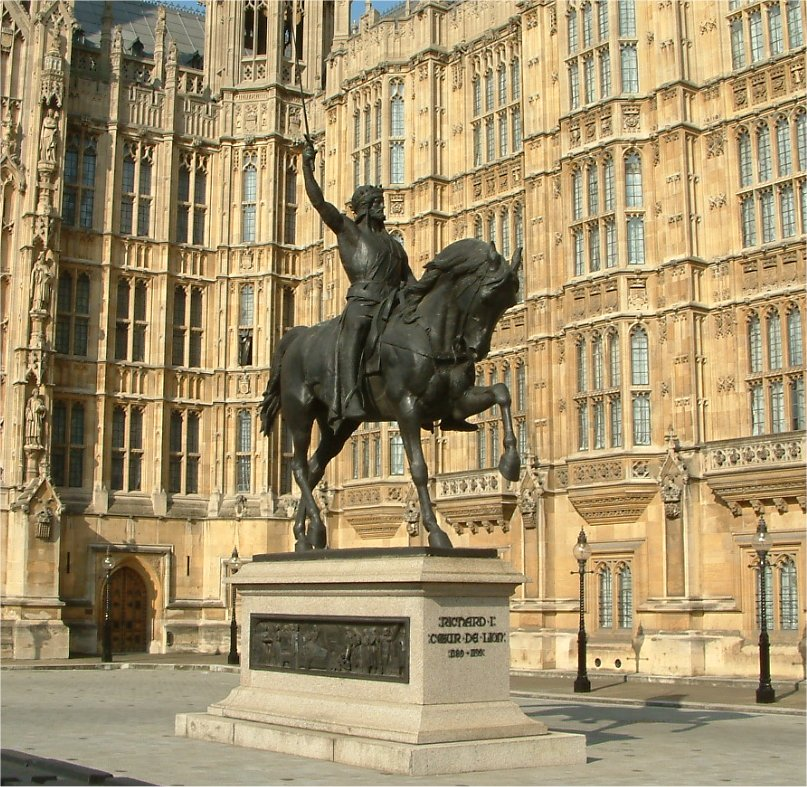
Escultura equestre de Ricardo I de Inglaterra bradando sua espada diante do Palácio de Westminster em Londres.
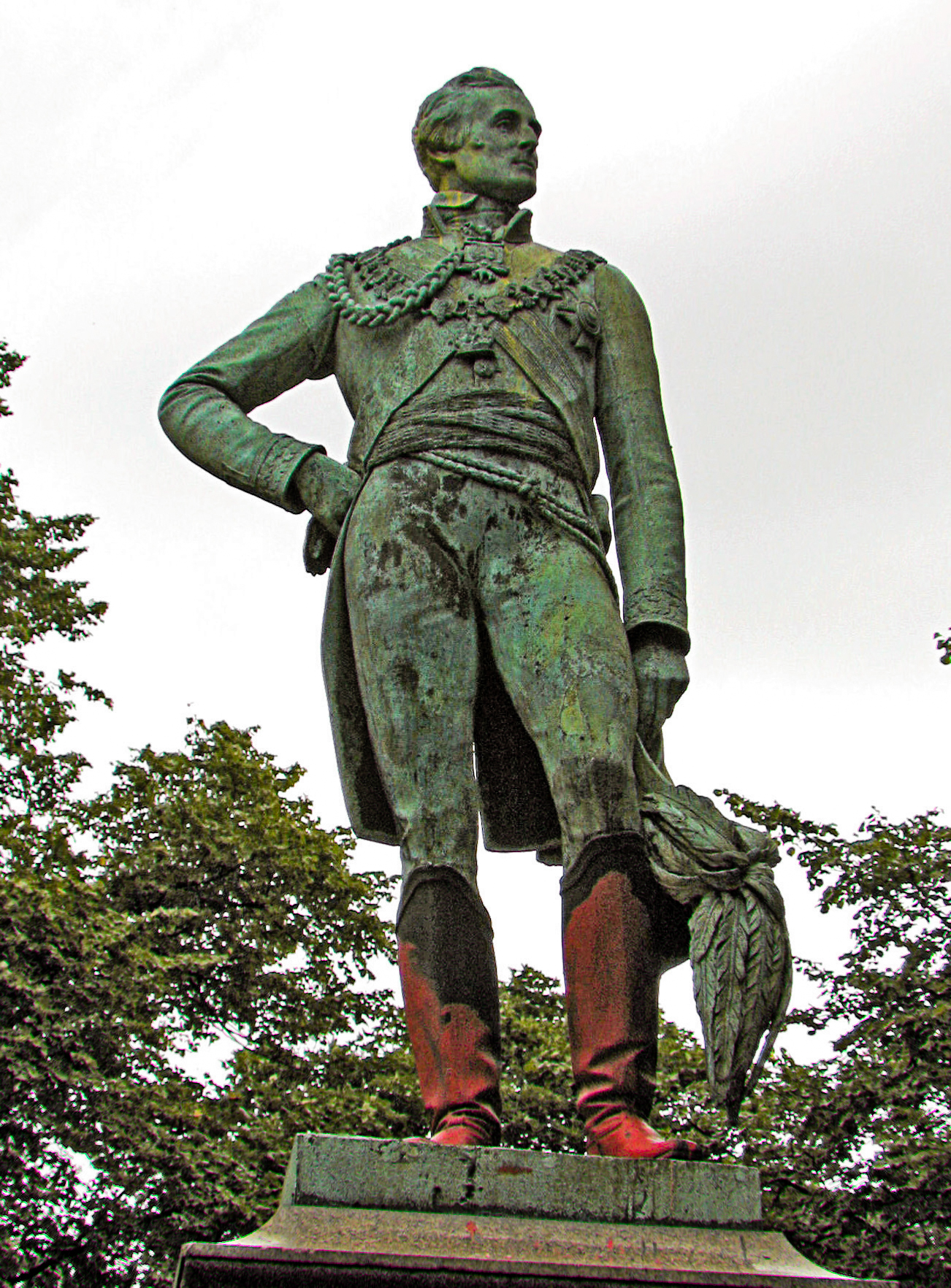
Estatua de Arthur Wellesley, 1.º Duque de Wellington em Woodhouse Moor, Leeds.
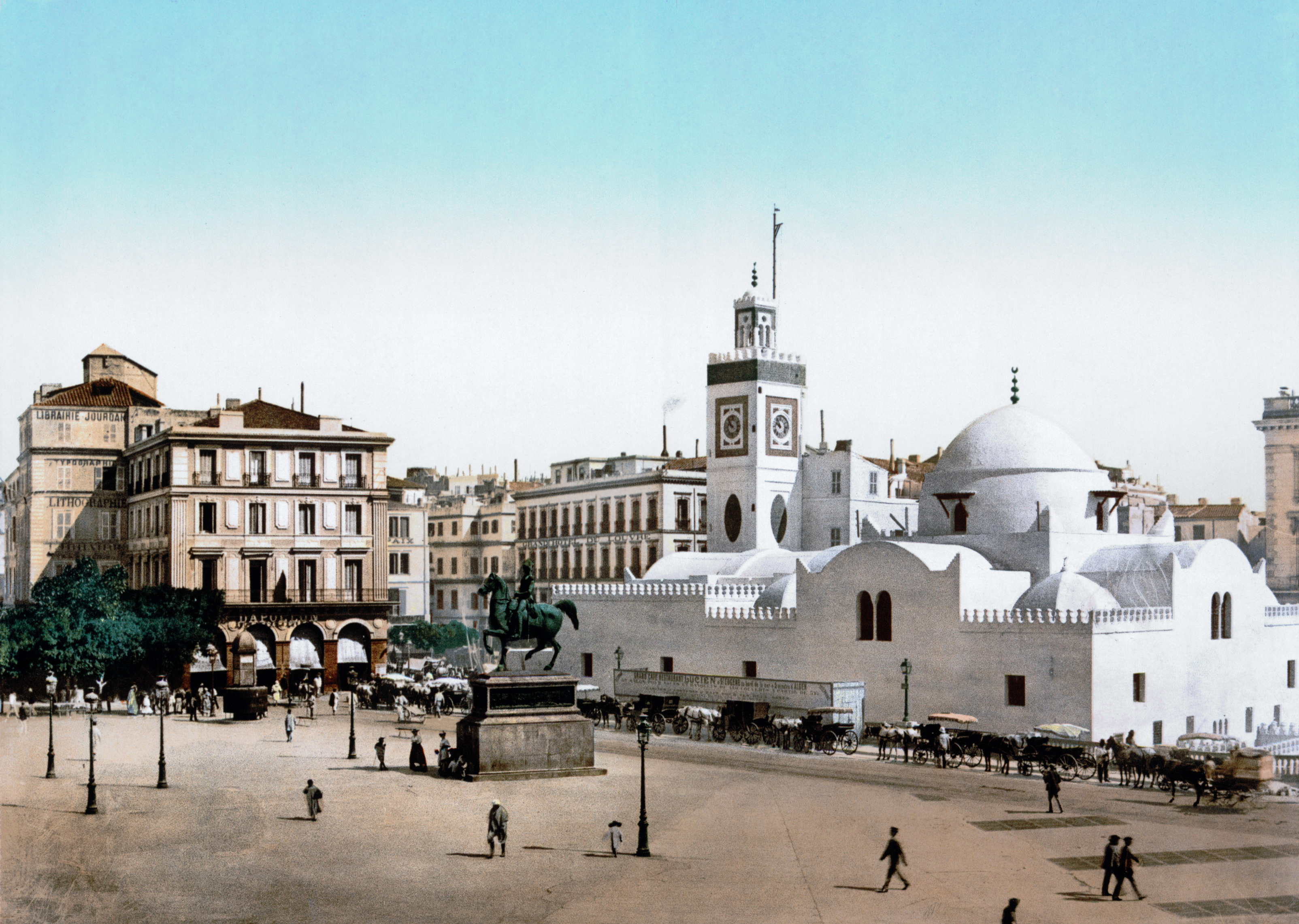
Escultura equestre de Fernando Filipe, Duque d'Orleães na place du gouvernement em Alger.